# E No Easy
Singles de P-Square
I Love U
(2009)
Pistes de Danger
Danger
(5) Bye Bye
(7)
E No Easy est une chanson des artistes nigérians P-Square en collaboration avec J. Martins sorti en 2009. Single extrait du 4e album studio Dangr (2009), la chanson a été écrite par les deux chanteurs du groupe Pet

## Classement
Sous l'impulsion du succès de Positif la version originale en anglais E No Easy atteint la 141e place du classement français le 26 mai 2012.
| Classement (2012) | Meilleure position |
| ----------------- | ------------------ |
| France (SNEP)     | 141                |

## Positif
Singles de Matt Houston
Booty
(2011) Tu y yo
(2012)
Positif est une chanson du chanteur de RnB Matt Houston en collaboration avec les artistes nigérians P-Square, extrait de son sixième album studio Racines, prévu pour juin 2012. La chanson est sortie en tant que premier single de l'album le 23 avril 2012.
Cette reprise officielle a été enregistrée au studio Video Clip à Paris. Sur la chaine YouTube de Matt, une vidéo a été publiée où l'on peut voir l'enregistrement par les artistes. Dans cette même vidéo le groupe nigérian promet de contribuer au clip vidéo. Ce dernier sort officiellement le 4 mai 2012 sur la chaine VEVO de Matt Houston.
Le single entre à la 47e place dans le classement français. Il atteint la seconde semaine la 18e place.

### Liste des pistes
| 1. | Positif (featuring P-Square)  | 3:49 |
| 2. | Positif (featuring P-Square)  | 3:51 |
| 3. | Positif (Alex Rio Loco Remix) | 4:24 |
| 4. | Oh Gosh (Chiré Remix)         | 2:47 |

### Classements hebdomadaires
| Classement (2012)                       | Meilleure position |
| --------------------------------------- | ------------------ |
| Belgique (Flandre Ultratop R&B/Hip-Hop) | 35                 |
| Belgique (Wallonie Ultratop 50 Airplay) | 1                  |
| Belgique (Wallonie Ultratop 50 Dance)   | 2                  |
| Belgique (Wallonie Ultratop 50 Singles) | 7                  |
| France (SNEP)                           | 5                  |
| France (Airplay)                        | 2                  |
| France (Club 40)                        | 1                  |

### Historique de sortie
| Pays   | Date          | Formats                |
| ------ | ------------- | ---------------------- |
| France | 23 avril 2012 | Téléchargement digital |
| France | 3 mai 2012    | Diffusion radio        |
| France | 7 mai 2012    | Téléchargement digital |